# Salix heishuiensis
Salix heishuiensis är en videväxtart som beskrevs av N. Chao. Salix heishuiensis ingår i släktet viden, och familjen videväxter. Inga underarter finns listade i Catalogue of Life.